# Кашина Бернардина (Милано)
Кашина Бернардина је насеље у Италији у округу Милано, региону Ломбардија.
Према процени из 2011. у насељу је живело 16 становника. Насеље се налази на надморској висини од 84 м.